# Điện mặt trời Sao Mai
Điện mặt trời Sao Mai hay Điện mặt trời Sao Mai Solar PV1 là cụm nhà máy điện mặt trời xây dựng trên vùng đất ấp An Thạnh xã An Hảo, thị xã Tịnh Biên tỉnh An Giang, Việt Nam .
Điện mặt trời Sao Mai Solar PV1 có tổng công suất lắp máy 210 MWp, khởi công tháng 9/2018, chia thành 4 đợt thi công. Dự án có diện tích thu năng 275 ha, sản lượng điện năng hơn 302 triệu kWh/năm 
Đợt 1 có công suất lắp máy 104 MW, dự kiến hoàn thành tháng 6/2019 . Ngày 6/7/2019 Điện mặt trời Sao Mai đã làm lễ khánh thành đợt 1 với công suất lắp máy 104 MW .